# Сядэ (Башкортостан)
Сядэ (с эст. Säde — Искра) — упразднённая в 1981 году деревня  в Давлекановском районе Республики Башкортостан Российской Федерации. Входила на год упразднения в состав Раевского сельсовета. Проживали эстонцы. 
Ныне урочище Сядэ.

## География
Находилась у истока р.Ярыш.

## История
Основана колонистами из Прибалтики до 1917 года в ходе массового заселения эстонской диаспоры башкирских земель.
В 1960-70 годы упразднялись неперспективные деревни, в их число попала зажиточная деревня Сядэ. С объявлением её неперспективной, закрытием школы и отключением электричества начался исход. С 1970 годов эстонцы выбывали целыми семьями из Башкирии в Эстонскую ССР.
Исключена из списков населённых пунктов в 1981 году согласно Указу Президиума ВС Башкирской АССР от 12.02.1981 № 6-2/66 «Об исключении некоторых населённых пунктов из учётных данных по административно-территориальному делению Башкирской АССР» вместе ещё с тремя населёнными пунктами района. Он гласил:
В связи с перечислением жителей и фактическим прекращением существования исключить из учётных данных по административно-территориальному делению Башкирской АССР  следующие населенные пункты:
...
по Давлекановскому району
д. Ляшковка Имай-Кармаскалинского сельсовета
п. Семилетка Поляковского сельсовета
д. Сядэ  Раевского сельсовета
д. Владимировка Чуюнчинского сельсовета...Председатель Президиума Верховного Совета Башкирской АССР Ф. Султанов